# Richard Evans Schultes
Richard Evans Schultes (Boston, 12 gennaio 1915 – Boston, 10 aprile 2001) è stato un biologo e botanico statunitense.
Può essere considerato il padre della moderna etnobotanica. È noto per i suoi studi sugli usi delle piante da parte delle popolazioni indigene, in particolare le popolazioni indigene delle Americhe. Lavorò su piante enteogene o allucinogene, in particolare in Messico e in Amazzonia, coinvolgendo collaborazioni permanenti con i chimici. Ebbe un'influenza carismatica come educatore all'Università di Harvard; molti dei suoi studenti e colleghi hanno continuato a scrivere libri popolari e ad assumere posizioni influenti in musei, giardini botanici e cultura popolare.
Il suo libro The Plants of the Gods: Their Sacred, Healing, and Hallucinogenic Powers (1979), scritto insieme al chimico Albert Hofmann, lo scopritore dell'LSD, è considerato la sua più grande opera popolare: non è mai uscito di stampa ed è stato rivisto in una seconda edizione ampliata, basata su una traduzione tedesca di Christian Rätsch (1998), nel 2001.

## Biografia
Schultes era nato a Boston; suo padre era un idraulico. Crebbe e studiò a East Boston. Il suo interesse per le foreste pluviali sudamericane risaliva alla sua infanzia: mentre era costretto a letto, i suoi genitori gli lessero estratti di Notes of a Botanist on the Amazon and the Andes, del botanico inglese del XIX secolo Richard Spruce. Ricevette una borsa di studio dall'Università di Harvard.
Entrando ad Harvard, nel 1933, progettò di perseguire la medicina. Tuttavia, le cose cambiarono dopo che aveva preso Biology 104, "Plants and Human Affairs", studiando con l'orchilogo e direttore dell'Harvard Botanical Museum Oakes Ames. Ames divenne suo mentore e Schultes il suo assistente al Museo Botanico; la sua tesi di laurea riguardava l'uso rituale del cactus peyote tra i Kiowa dell'Oklahoma ed egli conseguì il BA in Biologia nel 1937. Continuando ad Harvard sotto Ames, completò il suo Master of Arts in Biologia nel 1938 e il suo dottorato di ricerca in botanica nel 1941. La tesi di dottorato di Schultes riguardava l'identità perduta delle piante allucinogene messicane teonanácatl (funghi appartenenti al genere Psilocybe) e ololiuqui (una specie di gloria mattutina a Oaxaca, in Messico. Ottenne una borsa di studio dal Consiglio Nazionale delle Ricerche per studiare le piante usate per fare il curaro.
L'ingresso degli Stati Uniti nella seconda guerra mondiale vide Schultes deviato alla ricerca di specie selvatiche di gomma Hevea resistenti alle malattie nel tentativo di liberare gli Stati Uniti dalla dipendenza dalle piantagioni di gomma del sud-est asiatico che erano diventate indisponibili a causa dell'occupazione giapponese. All'inizio del 1942, come agente sul campo per la Rubber Development Corporation governativa, Schultes iniziò a lavorare sulla gomma e contemporaneamente intraprese ricerche sull'etnobotanica amazzonica, nell'ambito di unaborso di studio della John Simon Guggenheim Memorial Foundation.
Il lavoro sul campo botanico di Schultes tra le comunità aborigene americane lo portò ad essere uno dei primi ad avvertire il mondo della distruzione della foresta pluviale amazzonica e della scomparsa dei suoi nativi. Raccolse oltre trentamila esemplari di erbario (tra cui trecento specie nuove per la scienza occidentale) e pubblicò numerose scoperte etnobotaniche tra cui la fonte del veleno da dardo noto come curaro, ora comunemente impiegato come rilassante muscolare durante gli interventi chirurgici. Fu il primo individuo non nativo ad esaminare accademicamente l'ayahuasca, un infuso allucinogeno ottenuto dalla vite Banisteriopsis caapi in combinazione con varie piante; di cui ha identificato Psychotria viridis (Chacruna) e Diplopterys cabrerana (Chaliponga), entrambe le quali contenevano un potente allucinogeno a breve durata d'azione, N,N-Dimetiltriptamina (DMT). Nei suoi viaggi visse con i popoli indigeni e li considerò con rispetto vedendo i capi tribù come dei gentiluomini; comprendeva le lingue dei popoli Witoto e Makuna. Andò incontro a pericoli nei suoi viaggi, tra cui la fame, il beriberi, ripetuti attacchi di malaria e un quasi annegamento.
Schultes divenne curatore dell'Oakes Ames Orchid Herbarium di Harvard nel 1953, curatore di Economic Botany nel 1958 e professore di biologia nel 1970. Il suo corso universitario sempre popolare sulla botanica economica venne notato per il suo comportamento vittoriano, le lezioni tenute in un camice bianco da laboratorio, l'insistenza sulla memorizzazione di nomi botanici sistematici, film che descrivevano l'uso rituale nativo di inebrianti vegetali, dimostrazioni di cerbottane e laboratori pratici (utilizzando fonti vegetali di grano, carta, caffeina, coloranti, medicinali e frutti tropicali). La sua persona composta e gentile, combinata con gesti oculari espressivi, mascherava le sue esperienze esotiche e contribuiva a catturare l'immaginazione dei molti studenti che ispirò.
Nel 1959, Schultes sposò Dorothy Crawford McNeil, un soprano d'opera che si esibiva in Europa e negli Stati Uniti. Ebbero tre figli, Richard Evans Schultes II, e i gemelli Alexandra Ames Schultes Wilson e Neil Parker Schultes. Schultes si ritirò da Harvard nel 1985. Era un membro della chiesa della King's Chapel di Boston. Nonostante il cognome germanico era anglofilo. Votava spesso per la regina del Regno Unito durante le elezioni presidenziali perché non sosteneva la rivoluzione americana.

## Influenze
Schultes fu portato a studiare le droghe psicoattive da Heinrich Klüver, uno dei maggiori studiosi di questa materia (comunicazione personale di Schultes). Questo interesse si evolvette attraverso le osservazioni sul campo sul peyote, studiando il culto del peyote tra gli indiani delle pianure nei suoi viaggi con Weston La Barre nei primi anni 1930 (nel 1938, LaBarre basò The Peyote Cult  su questi viaggi e osservazioni).
Nella cultura occidentale, le scoperte di Schultes hanno influenzato scrittori che consideravano gli allucinogeni come le porte per la scoperta di sé, come Aldous Huxley, William Burroughs e Carlos Castaneda. Sebbene avesse contribuito all'era psichedelica con le sue scoperte, disprezzò personalmente i suoi sostenitori, respingendo il guru della droga e il collega professore di Harvard, Timothy Leary, per essere stato così poco esperto di specie allucinogene da aver sbagliato a scrivere i nomi latini delle piante. Quando Burroughs descrisse le sue visioni di ayahuasca come un'esperienza metafisica sconvolgente, Schultes rispose: "È divertente, Bill, tutto ciò che ho visto sono stati i colori".
L'eroe personale di Schultes era Richard Spruce, un naturalista britannico che trascorse diciassette anni esplorando la foresta pluviale amazzonica.
Schultes, sia nella sua vita che nel suo lavoro, influenzò direttamente personaggi importanti come il biologo E.O. Wilson, il medico Andrew Weil, lo psicologo Daniel Goleman, il poeta Allen Ginsberg, l'etnobotanico, ambientalista e autore Mark Plotkin e gli autori Alejo Carpentier, Mary Mackey, e William S. Burroughs. Timothy Plowman, autorità sul genere Erythroxylum (coca) ed etnobotanico, e Wade Davis furono suoi studenti ad Harvard.

## Distinzioni
Schultes ricevette numerosi premi e riconoscimenti tra cui:
- Medaglia d'oro della Linnean Society di Londra (1992), il più prestigioso premio botanico;
- Medaglia d'oro del World Wildlife Fund.
- Premio Targa d'oro dell'American Academy of Achievement (1988).[6]
- Boyaca Cross (Cruz de Boyacá) 1986, massimo riconoscimento del governo della Repubblica di Colombia.

Schultes è uno dei personaggi principali del prestigioso film colombiano El abrazo de la serpiente (2015), diretto da Ciro Guerra e acclamato dalla critica. Il film descrive la ricerca di Schultes di una pianta misteriosa attraverso la giungla amazzonica, ed è stato interpretato dall'attore Brionne Davis. Il film accredita specificamente sia i suoi diari che i resoconti di un precedente esploratore amazzonico, lo scienziato tedesco Theodor Koch-Grünberg.

## Opere tradotte
- (con Christian Rätsch e Albert Hofmann) Piante degli dei. I loro poteri sacri, guaritori e allucinogeni (2021) trad.di Maria Stella Cingolo. Venexia 2000. ISBN 978-8899863579

## Opere selezionate
- Richard Evans Schultes, Hallucinogenic Plants, illus. Elmer W. Smith, New York, Golden Press, 1976, ISBN 0-307-24362-1.
- Richard Evans Schultes e Albert Hofmann, Plants of the Gods: Origins of Hallucinogenic Use, New York, McGraw-Hill, 1979, ISBN 0-07-056089-7.
- Richard Evans Schultes e Albert Hofmann, The Botany and Chemistry of Hallucinogens, 2ndª ed., Springfield, Ill., Thomas, 1980, ISBN 0-398-03863-5.
- Richard Evans Schultes e William A. Davis, with Hillel Burger, The Glass Flowers at Harvard, New York, Dutton, 1982, ISBN 0-525-93250-X.
- Richard Evans Schultes, Where the Gods Reign: Plants and Peoples of the Colombian Amazon, Oracle, Ariz., Synergetic Press, 1988, ISBN 0-907791-13-1.
- Richard Evans Schultes e Robert F. Raffauf, The Healing Forest: Medicinal and Toxic Plants of the Northwest Amazonia, Portland, Or., Dioscorides Press, 1990, ISBN 0-931146-14-3.
- Richard Evans Schultes e Robert F. Raffauf, Vine of the Soul: Medicine Men, Their Plants and Rituals in the Colombian Amazonia, Oracle, Ariz., Synergetic Press, 1992, ISBN 0-907791-24-7.
- Richard Evans Schultes e Siri von Reis (eds.), Ethnobotany: Evolution of a Discipline, Portland, Or., Dioscorides Press, 1995, ISBN 0-931146-28-3.